# A1 (Cyprus)
De autosnelweg A1 is een autosnelweg in Cyprus.
De weg verbindt Nicosia via Larnaca met de havenstad Limassol. De weg is 73 kilometer lang.
A1 · A2 · A3 · A5 · A6 · A7 · A8 · A9 · A22